# Tatabányai kistérség

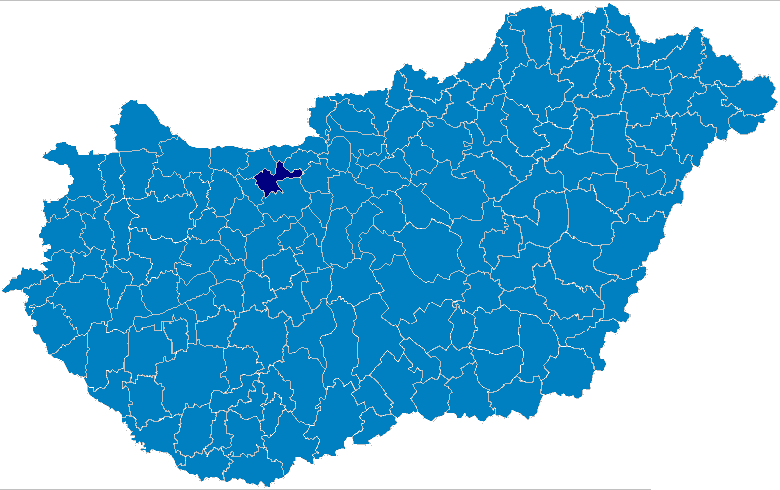
A Tatabányai kistérség

A Tatabányai kistérség egy kistérség volt Komárom-Esztergom megyében, központja Tatabánya volt. 2014-ben az összes többi kistérséggel együtt megszűnt.

## Települései
| Gyermely | Héreg     | Környe     | Szárliget   | Szomor       |
| Tarján   | Tatabánya | Várgesztes | Vértessomló | Vértesszőlős |

## Külső hivatkozások
- A Tatabányai Többcélú Kistérségi Társulás honlapja